# Laurel und Hardy: Am Rande der Kreissäge
Am Rande der Kreissäge (Originaltitel: Busy Bodies) ist eine US-amerikanische Kurzfilm-Komödie mit dem Komiker-Duo Laurel & Hardy in der Hauptrolle. Der Film startete am 7. Oktober 1933 in den US-amerikanischen Kinos, deutscher Kinostart war erst 1953 unter dem Titel „Dick und Doof und die Wundersäge“. Der Film wurde unter verschiedenen Titeln veröffentlicht, u. a. als „Dick und Doof im Sägewerk“ oder „Fleißige Hände“. Den bis heute erhaltenen Titel bekam der Film erst für das Fernsehen in den 1970er-Jahren.

## Handlung
Stan und Ollie arbeiten als Handwerker in einem Sägewerk und sind sehr zufrieden mit ihrer Arbeit. Allerdings werden sie ständig von Missgeschicken begleitet, einmal schleift Stan Ollie die Hose weg, ein anderes Mal bleibt Ollie im Fensterrahmen stecken. Zudem verfeinden sie sich mit einem anderen Arbeiter (Charlie Hall), der von da an auf Rache sinnt. Am Ende fällt Ollie in einen Schacht, durch den die Sägespäne ins Freie befördert werden, und bleibt in der Öffnung stecken. Diese befindet sich etwa in 5 Metern Höhe, Stan besorgt eine Leiter und versucht Ollie herauszuziehen. Die Leiter kippt durch das Gewicht und zerstört durch den Aufprall die Hütte des Bauleiters. Stan und Ollie wollen in ihrem Auto flüchten, wobei sie durch ein senkrechtes Sägeband fahren, worauf ihr Auto in der Hälfte zersägt wird.

## Wissenswertes zum Hintergrund
- Die Dreharbeiten dauerten vom 15. bis 25. Juli 1933.
- Das zweigeteilte Auto am Schluss des Films wurde mithilfe des sogenannten “Travelling Matte”-Tricks produziert. Dabei filmte man zuerst die eine und anschließend die andere Hälfte und fügte die beiden Bilder dann mit einem optischen Printer zu einem ganzen zusammen.
- Die Schlussszene des Films ist auch die Schlussszene der deutschen Slapstickreihe Dick und Doof.

## Die deutsche Synchronfassung
- Unter dem Titel Die Wundersäge wurde der Film 1953 erstmals bei Elite-Film in Berlin mit einer deutschen Fassung versehen. Walter Bluhm sprach Stan Laurel und Herbert A. E. Böhme Oliver Hardy.[1]
- 1961 wurde bei der Beta-Technik in München die zweite Fassung mit dem Titel Dick und Doof im Sägewerk erstellt. Die Dialoge stammten von Wolfgang Schick, Regie führte Manfred R. Köhler und die Musik steuerte Conny Schumann bei. Walter Bluhm sprach erneut Stan und Arno Paulsen lieh Ollie seine Stimme. Die deutsche Stimme für Charlie Hall war Erich Ebert. Die bis heute erhalten gebliebene deutsche Fassung entstand zusammen mit einigen anderen Filmen 1960/61 und wurde erstmals in der deutschen Serie „Es darf gelacht werden“ am 14. Mai 1961 ausgestrahlt und wurde auch auf DVD veröffentlicht.[1]